# Bajram Rexhepi

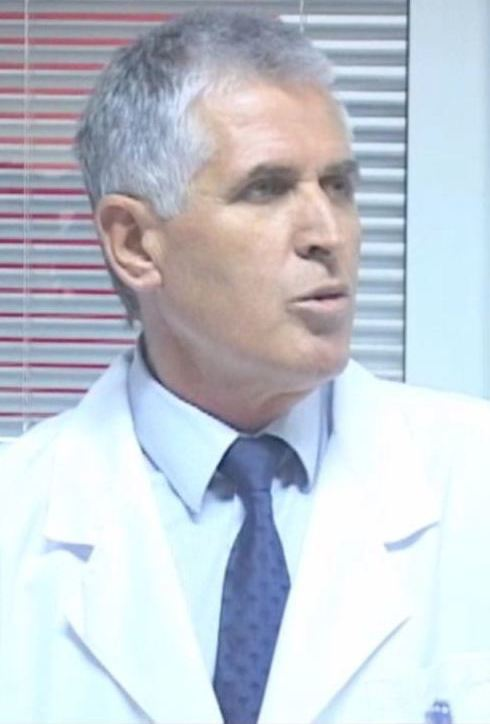
Bajram Rexhepi

Bajram Rexhepi (Kosovska Mitrovica, 3 juni 1954 – Istanboel, 21 augustus 2017) was een Kosovaars politicus van de Democratische Partij van Kosovo.
Op 4 maart 2002 volgde hij Nexhat Daci op als premier van Kosovo. Rexhepi was in feite de eerste naoorlogse premier van Kosovo. Hij leidde de Servische provincie tot 3 december 2004, toen hij werd opgevolgd door Ramush Haradinaj die slecht 100 dagen aan zou blijven, omdat hij naar Den Haag ging om zich te verantwoorden voor het Joegoslavië-tribunaal.
Rexhepi studeerde af aan de Universiteit van Pristina en volgde postacademische studie aan de Universiteit van Zagreb in 1985. Hij werkte een groot deel van zijn loopbaan als chirurg. Tijdens de conflicten van 1999 trad Rexhepi toe tot het Kosovo Bevrijdingsleger als veldarts.
In oktober 2000 was Rexhepi kortstondig burgemeester van Mitrovica. Daarna (januari 2007) was hij Eerste Vice-Voorzitter van de Commissie voor internationale samenwerking en integratie binnen de EU.
Hij overleed op 63-jarige leeftijd in een Turks ziekenhuis.
- Bibliothèque nationale de France: cb16007985c (data)
- International Standard Name Identifier: 0000 0000 5895 0384
- Virtual International Authority File: 85963253